# Разномойка (Башкортостан)
Разномойка (баш. Разномойка) — хутор в Куюргазинском районе Республики Башкортостан Российской Федерации. Входит в состав Якшимбетовского сельсовета.

## География

### Географическое положение
Расстояние до:
- районного центра (Ермолаево): 32 км,
- центра сельсовета (Якшимбетово): 5 км,
- ближайшей ж/д станции (Ермолаево): 32 км.

## Население
| 2002 | 2009 | 2010 |
| ---- | ---- | ---- |
| 23   | ↘17  | ↘13  |